# Золі
Золі (рос. золи, англ. sols, нім. Sole f) — дисперсні системи, найдрібніші частинки будь-якої речовини в рідкому (гідрозолі), твердому чи газоподібному (аерозолі) середовищі. Золі ще називають «колоїдними розчинами». Золі з водним середовищем називають гідрозолями, з органічним середовищем — органозолями. Частинки дисперсної фази золів (міцели) беруть участь у броунівському русі. При коагуляції ліофобні золі, для яких характерна слабка взаємодія частинок з середовищем, перетворюються в гелі. Твердими золями називають дисперсні системи з розподіленими у твердій фазі тонкими частинками іншої твердої фази.
Дисперсна фаза у вигляді крапельок рідини, бульбашок повітря, дрібних твердих частинок — від 1 до 100 нм (10−9—10−7 м)..

## Класифікація
Золі поділяються на:
- Тверді золі — дорогоцінні камені
- Аерозолі
- Ліозолі

Ліозолі поділяються на:
- Гідрозолі — середовище вода
- Алкозолі — середовище спирт
- Органозолі — середовище органічні рідини

## Окремі різновиди
- Ліофільний золь (англ. lyophilic sol) — асоційований колоїд, в якому оборотно утворюються агрегати з малих молекул, також макромолекули з колоїдними розмірами.
- Органозоль — золь, в якому дисперсійним середовищем є органічна рідина.
- Тактозоль — колоїдний золь, частинки якого мають несферичну форму та здатні до взаємної орієнтації під дією певних сил, напр., магнітного поля. Напр., золь пентаоксиду ванадію, частинки якого мають форму палочок.